# Timothy Freke
Timothy Freke (* 1959) ist ein britischer Autor. Bekanntheit erlangte er mit Werken über Jesus.

## Leben
In seinem Bestseller The Jesus Mysteries (mit Peter Gandy) werden heidnische Ursprünge für das Christentum postuliert. Sein Werk Jesus and the Lost Goddess wurde von Dan Brown als Inspirationsquelle für seinen Da Vinci Code angeführt. In The Laughing Jesus wird die historische Existenz Jesu kritisch hinterfragt. Freke lebt in Glastonbury.

## Werk (Auswahl)
- The Jesus Mysteries (1999)
- The Gospel of the Second Coming (2007)

## Kritik
Die Werke von Timothy Freke werden weder in der Geschichtswissenschaft noch in der Theologie anerkannt. Der Wissenschaftshistoriker James Hannam rezensierte The Jesus Mysteries und bemängelte unter anderem, dass die akademischen Werke, auf die sie sich bezüglich der Gleichsetzung von Jesus mit heidnischen Göttern berufen, mindestens 100 Jahre alt seien, während neuere akademische Literatur zum Thema nicht einmal aufgeführt sei. Einigen Experten zufolge ist der gekreuzigte Orpheus auf dem Titelbild höchstwahrscheinlich eine Fälschung.